# Bronzen Poort

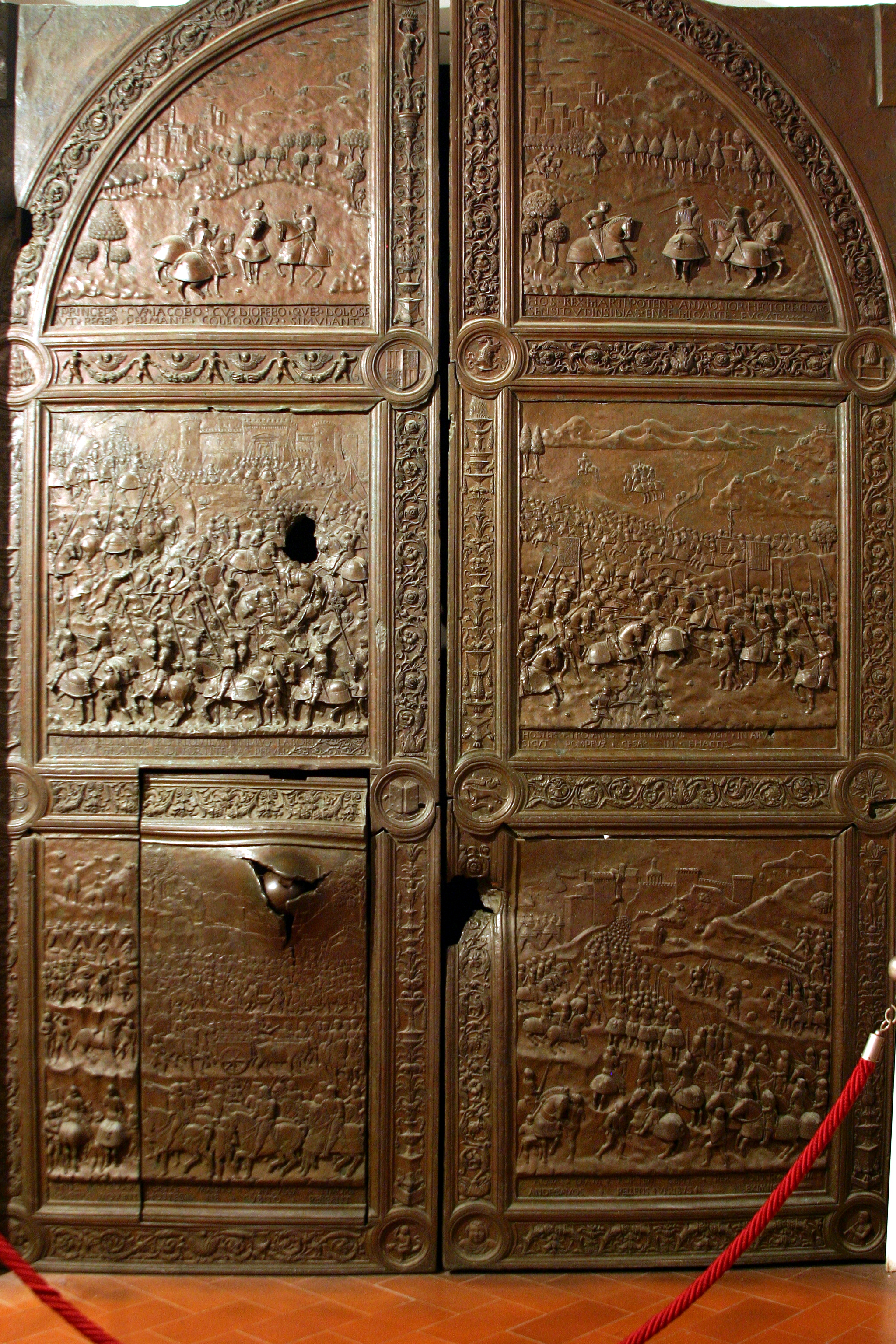
Bronzen Poort, de triomfpoort van Ferdinand I van Napels

De Bronzen Poort (1475) hing eerst als ingangspoort van het Castel Nuovo in Napels, destijds hoofdstad van het koninkrijk Napels. Ze bevindt zich in het museum binnen in het Castel Nuovo. 

## Historiek
Koning Ferdinand I van Napels, ook Ferrante genoemd, van het Huis Aragon had jaren strijd achter de rug want er werd gevochten om het feit dat hij zijn vader Alfons V  opvolgde (15e eeuw). Opstandige baronnen van het koninkrijk Napels hadden de hulp ingeroepen van Jan II van Lotharingen, ook bekend als Jan van Anjou. Uiteindelijk versloeg Ferdinand I met troepen loyaal aan zijn huis de opstandelingen. Om de overwinning te herdenken liet Ferdinand I een bronzen poort maken voor de ingang van het Castel Nuovo. Ze stelde zijn triomf voor, alsook zijn recht op de troon. Het Castel Nuovo was ironisch genoeg ooit gebouwd door het Huis Anjou toen zij over Napels heersten.
Guglielmo Monaco vervaardigde de poort in brons (1475). In zes taferelen wordt de weg naar de triomf van Ferdinand I getoond. 
Enkele jaren later viel koning Karel VIII van Frankrijk het koninkrijk Napels binnen; op basis van afstamming van het Huis Anjou eiste deze vorst uit het Huis Valois de kroon van Napels op. Het was het begin van de Italiaanse oorlogen. Karel VIII veroverde kortstondig Napels. In deze tijd haakte hij de bronzen triomfpoort af en bracht hem per schip naar Frankrijk. Tijdens de vaart versloeg de vloot van de Republiek Genua de Fransen. Een kanonbal sloeg onderaan een gat in de poort. De Genuezen brachten de bronzen poort terug naar Napels.